# Oberappellationsgericht Kassel
Das Oberappellationsgericht Kassel oder Oberappellationsgericht Cassel war das Oberappellationsgericht der Landgrafschaft Hessen-Kassel bzw. des Kurfürstentum Hessens mit Sitz in Kassel.

## Geschichte

### Das Oberappellationsgericht im HRR
Mit der Oberappellationsgerichtsordnung (OAGO) vom 15. Februar 1746 wurde das Oberappellationsgericht Kassel als Oberappellationsgericht geschaffen. Es war zunächst zweite Instanz gegen die Entscheidungen der Regierungen in Kassel, Marburg und Rinteln. In Strafsachen war es nicht zuständig, hier war der Landesherr selbst Appellationsinstanz. 1807 ging das Kurfürstentum Hessen in den napoleonischen Kriegen unter und ging im neugeschaffenen Königreich Westphalen auf. Das Justizwesen im Königreich Westphalen brach mit den alten Strukturen. So wurde auch das Oberappellationsgericht abgeschafft. Als oberstes Gericht diente nun der Appellationshof Kassel (neben dem Kassationsgericht (Staatsrat)).

### Das Oberappellationsgericht im Deutschen Bund
1813 wurde das Kurfürstentum Hessen wiederhergestellt. Damit verbunden war die Beseitigung der Institutionen des Königreichs Westphalens und die Wiederherstellung der alten Institutionen und Gesetze. Damit entstand das Oberappellationsgericht Kassel neu.
Mit Edikt vom 29. Juni 1821 wurden in Kurhessen Verwaltung und Justiz getrennt. Nun waren Justizämter für die erstinstanzliche Rechtsprechung zuständig, die Verwaltung wurde von Landkreisen übernommen. Als zweite Instanz wurden Obergerichte in Kassel, Marburg, Fulda, Hanau und Rinteln eingerichtet. Ab dem 1. Februar 1849 bestand auch das Obergericht Rotenburg, verantwortlich für die zweitinstanzliche Rechtsprechung in den Verwaltungsbezirken Hersfeld und Schmalkalden.
| Provinz                   | Obergericht                               | Sitz                   | Bestehen                | Anmerkung                    |
| ------------------------- | ----------------------------------------- | ---------------------- | ----------------------- | ---------------------------- |
| Provinz Fulda             | Obergericht für die Provinz Fulda         | Fulda                  | seit 1821               | ab 1851: Obergericht Fulda   |
| Provinz Hanau             | Obergericht für die Provinz Hanau         | Hanau                  | 1821–1851 1864–1867     | ab 1864: Obergericht Hanau   |
| Provinz Oberhessen        | Obergericht für die Provinz Oberhessen    | Marburg                | 1821–1851 1864–1867     | ab 1864: Obergericht Marburg |
| Provinz Niederhessen      | Obergericht für die Provinz Niederhessen  | Kassel                 | seit 1821               | ab 1851: Obergericht Kassel  |
| Hersfeld und Schmalkalden | Obergericht Rotenburg                     | Rotenburg an der Fulda | 1849–1851               |                              |
| Grafschaft Schaumburg     | Obergericht für die Grafschaft Schaumburg | Rinteln                | vor 1821–1851 1864–1867 | ab 1864: Obergericht Rinteln |

An der Spitze des kurhessischen Instanzenzugs stand das Oberappellationsgericht für die gesammten kurhessischen Lande mit Sitz in Kassel, kurz Oberappellationsgericht Kassel. Mit der Kurhessischen Verfassung vom 5. Januar 1831 (§ 100) erhielt das Gericht auch die Funktion eines Verfassungsgerichts. Für die Standesherren und die Prinzen des kurfürstlichen Hauses diente das Oberappellationsgericht in Strafsachen als Privilegierter Gerichtsstand und damit als Gericht erster Instanz. Auch war es Austrägalgericht. Neben der richterlichen Tätigkeit waren das Richterkollegium oder einzelne Richter auch als Gutachter zur juristischen Begutachtung von Gesetzesvorlagen tätig.
Die Zivilsenate des OAG bestanden ab 1821 aus 6 bis 8, der Kriminalsenat aus 3 bis 4 Räten. Das Gesetz vom 1. Juli 1831 über die Besetzung der Gerichte legte fest, dass die Zivilsenate des OAG mit 8 bis 10 Räten und der Kriminalsenat mit 4 bis 5 Räten besetzt sein sollte. In Folge der Märzrevolution wurde das Gerichtswesen mit dem Gesetz vom 31. Oktober 1848 über die Einrichtung der Gerichte und der Staatsbehörden neu geordnet. Diese Maßnahmen wurden jedoch nach dem Sieg der Reaktion durch das provisorische Gesetz vom 22. Juli 1851 weitgehend wieder zurückgenommen. Zum 1. November 1851 erfolgte auch eine Reduzierung der Obergerichte auf zwei (Obergericht Kassel und Obergericht Fulda). Das Gesetz vom 28. Oktober 1863 fasste die einzelnen Bestimmungen in Bezug auf die Rechtspflege zusammen und erhöhte die Zahl der Obergerichte wieder auf fünf.
Nach der Annexion Kurhessens durch Preußen 1866 wurde die Gerichtsstruktur der preußischen angegliedert. Für das Oberappellationsgericht war nun kein Platz mehr. Für die neuen preußischen Provinzen Schleswig-Holstein, Hannover, Hessen-Nassau und das Herzogtum Lauenburg und auch für die Fürstentümer Waldeck und Pyrmont wurde 1867 das Oberappellationsgericht zu Berlin gebildet. 1874 wurde dieses Gericht mit dem Preußischen Obertribunal vereinigt.
In Kassel wurde nun mit dem Appellationsgericht Kassel ein zweitinstanzliches Gericht geschaffen.

## Gerichtsgebäude
Seit 1746 hatte das Gericht seinen Sitz im linken Flügel des Renthofs-Gebäudes.

## Richter
Siehe auch Kategorie:Richter (Oberappellationsgericht Kassel)

### Präsidenten des OAG Kassel
- Leonhard Heinrich Ludwig Georg von Canngießer (1762–1772)
- Ludwig Helmuth Heinrich von Jasmund (–1807)
- Ferdinand Carl Wilhelm Heinrich Freiherr von Schenck zu Schweinsberg (1814–1821)
- Conrad Schellenberg (–1866)
- Heinrich Otto Emil Friedrich von Porbeck (1821–1833)
- Ludwig Emil August Duysing (1833–1851)
- Conrad Schellenberg (1851–1854)
- Conrad Abée (1854–1859)
- Conrad Schellenberg (1860–1867)

### Vizepräsidenten
- Justus H. von Motz

### Richter Erster Klasse
- Johann Heinrich Beermann[22]
- Steinbeck
- Ludwig G. Motz
- Heinrich Goddaeus (auch Goddäus)[23]
- Jacob Sigmund von Schmerfeld
- Konrad Wilhelm Ledderhose[24]
- J. Conrad Ihringk

### Richter Zweiter Klasse
- von Schleinitz
- Bernhard Christian Duysing
- Wilhelm Friedrich von Trott zu Solz
- Ferdinand Heinrich Brandis[25]
- Mackensen
- Johannes Hassenpflug
- Metting
- Kies
- Rosentreter
- von Wille
- Johann Philipp Nikolaus Engelhard[26]
- Wilhelm Gotthelf Engelhard[27]
- von Kruse
- Hauß
- Carl August Heinrich Kienitz[28]
- von Wangerow

General-Prokurator: Conrad Christian Gossler

### Oberappellationsgerichtsräte
- Hans Wilhelm von Baumbach (1775–1789)
- Wilhelm August von Meierfeld (1804–1814)
- Wilhelm Wallrab Friedrich von Trott zu Solz (1804–1813)
- Bernhard Christian Duysing (1804–1821)
- Burkhard Wilhelm Pfeiffer (1821–)
- Elard Johannes Kulenkamp (1822–1851)
- Moritz von Baumbach (1825–1834)
- Ludwig Hassenpflug (1831–)
- Christian Philipp von Roques (1851–)
- Christian Philipp von Roques (–1866)
- Ernst Carl Ludwig Scheffer (–1866)
- Christian Sigmund Klinkerfuss (–1866)
- Conrad Göbell (–1866)
- Albrecht Gustav Kraus (1862–1866)
- Otto Neuber (–1866)
- Otto Bähr
- Emil Friedrich Rothe
- Ernst Carl Moritz von Baumbach
- Carl Reinhard Kaup
- George Otto Gleim
- Heinrich Robert Martin
- Ludwig Büff (1859–1866)
- Thomas Scheffer
- Christian Friedrich Elvers (1841–1858)[30]